# Playhouse Presents
Playhouse Presents est une série télévisée d'anthologie britannique en trente-trois épisodes de 30 minutes, diffusés depuis le 12 avril 2012 sur Sky Arts (en).
Cette série est inédite dans tous les pays francophones.

## Fiche technique
Sauf indication contraire, les informations mentionnées dans cette section peuvent être confirmées par la base de données cinématographiques IMDb,  présente dans la section « Liens externes ».
- Titre original : Playhouse Presents
- Réalisation : Idris Elba, Mike Barker, Jeremy Brock, Jeremy Dyso, Richard Loncraine, Iain Softley, David Blair, Marc Evans, Catherine McCormack, Carlo Gabriel Nero, Matt Smith, Johnny Vegas, Marc Warren, Jon Ronson, Tony Smith et Polly Stenham
- Scénario : Morwenna Banks, Sandi Toksvig, Idris Elba, Mike Barker, Stanley Kutler, Chloe Moss, Will Self, Harry Shearer, Simon Stephens, Tim Firth, Jimmy Gardner et Nick Moran
- Photographie : Ole Bratt Birkeland, Rob Kitzmann, Martin Kenzie, John Conroy et John Mathieson
- Musique : Oliver Davis, Stephen Warbeck, David Julyan, Matt Davidson, Scott Matthew et Belle & Sebastian
- Casting : Gemma Hancock, Sam Stevenson et Daniel Hubbard
- Montage : Justine Wright, Ulrike Münch, Helen Chapman et David Barrett
- Décors : Sophie Philips
- Costumes : Jo Thompson et Ian Fulcher
- Production : Pip Broughton, Gina Carter, Stephen Fry, Greg Ellis et autres
- Sociétés de production : Warp Films
- Société de distribution : Sky Arts
- Chaîne d'origine : Sky Arts 1
- Pays d'origine :  Royaume-Uni
- Langue originale : anglais
- Genre : Anthologie
- Durée : 30 minutes

## Distribution
- Hayley Atwell : la banquière
- Brenda Blethyn : Nina
- Tom Ellis : Bill
- Rebecca Front : la thérapeute
- Sheila Hancock : Melba
- Douglas Henshall : Harker
- Gina McKee : Natalie
- Harry Shearer : Richard Nixon
- David Tennant : Will
- Emma Thompson : Élisabeth Ire
- Olivia Williams : Dorothy
- Samantha Bond : une femme
- Joe Cole : Stephen
- Anna Friel : Jenny
- Rhys Ifans : Chris
- Matthew Perry : l'homme charismatique
- Mark Strong : Nosferatu
- Lucy Cohu : Cathy McCluskey
- Trevor Eve : Robert
- Stephen Fry : l'Européen
- Demetri Goritsas : H.R. Haldeman
- Tom Jones : Ron
- Aimée Kelly : Sammy
- Eddie Marsan : l'intrus
- Nonso Anozie : Chris
- Tom Davis : Ralph
- David Harewood : Victor
- Craig Roberts : Carl
- Sarah Smart : Mona
- Stephen Walters : un prisonnier
- Henry Goodman : Henry Kissinger
- Richard E. Grant : Stephen
- Sharon Horgan : Frida Kahlo
- John Hurt : le ministre
- Martin Shaw : Piers Hunt
- Stellan Skarsgård : un homme
- Alison Steadman : Tina
- Russell Tovey : le piéton
- Neil Dudgeon : Jim
- Stephen Graham : Len
- Philip Jackson : le gouverneur de la prison
- Steven Mackintosh : Doug
- Kimberley Nixon : Jessica
- Geraldine James : Liz
- Lucy Punch : Venitia
- Sara Stewart : Bettina Haussman
- Catherine Tate : Édith Piaf
- Zoe Wanamaker : une femme
- Steve Evets : Tony
- Christopher Fulford : plusieurs personnages
- Sian Phillips : May
- Colin Salmon : Capitaine Armrin
- Richard McCabe : Tim Szabo
- Vanessa Redgrave : la femme âgée
- Romesh Ranganathan : Nitin
- Corey Johnson : John D. Ehrlichman
- Saskia Reeves : Teddy Brookman
- Samantha Spiro : Judy Garland
- Paul Kaye : Ralph
- Richard Lintern : Rob Brookman
- Kylie Minogue : Bibbi
- Andy Nyman : Sarah
- Hazel Douglas : la mère de Tony
- Peter Serafinowicz : Roger
- Suranne Jones : elle-même
- Charles Edwards : James Nelson
- Ryan Brett : Paul jeune
- Kevin Doyle : le recruteur
- Ian Hart : John Lennon
- Alice Barry : Hilda
- Simon Callow : Dudley
- Cara Delevingne : Chloe
- Lindsay Duncan : Mme Dalloway
- Jaye Griffiths
- Jane Horrocks : Jacky
- Daniel Mays : Guv
- Hilton McRae : M. Adams
- Billie Piper : Badger
- Golda Rosheuvel : l'avocate
- Sylvia Syms : Alice
- Robert Vaughn : Iris
- Ashley Walters : Armani
- Jason Watkins : Andy
- Ben Whishaw : Ezra
- Richard Wilson : John
- Max Bennett : Stephen
- Warren Brown : M. Grimme
- Idris Elba : le père d'Akuna

## Épisodes

### Saison 1 (2012)
1. Minor Character
2. Nellie & Melba
3. Nixon’s The One
4. King of the Teds
5. City Hall
6. Care
7. The Snipist
8. Walking the Dogs
9. The Man
10. The Other Woman
11. Psychobitches

### Saison 2 (2013)
1. Hey Diddly Dee
2. Snodgrass
3. The Call Out
4. Pavement Psychologist
5. Mr Understood
6. Stage Door Johnnies
7. Psychobitches Part One
8. Cargese
9. Psychobitchies Part Two
10. Ragged
11. Psychobitchies Part Three
12. Gifted
13. Psychobitchies Part Four
14. Psychobitchies Part Five

### Saison 3 (2014)
1. The Dog Thrower
2. Nosferatu in Love
3. The Cruise
4. Nightshift
5. Foxtrot
6. Space Age
7. Damned
8. Timeless